# I’ll Follow the Sun
Az I'll Follow the Sun az angol rockegyüttes, a The Beatles dala. Ez egy ballada, amelyet Paul McCartney írt és énekelt, és Lennon–McCartney szerzeményként jelölték meg. 1964-ben jelent meg a brit Beatles for Sale, és az amerikai  Beatles '65 albumon. Az együttes a BBC Top Gear című műsorában is eljátszotta a dalt, a szám pedig az On Air – Live at a BBC Volume 2 válogatásalbumon szerepel 2013-ban.
A dalt 1964-ben a Parlophone és az EMI 45-ös fordulatszámú középlemezen adták ki (valamint 1995-ben a Baby It's You B-oldalaként). Svédországban júliusban elérte az első helyet a Tio i Topp listán, és a Kvällstoppen listáján is a negyedik helyet érte el.

## A dal szerkezete
Amikor a dalszövegről kérdezték, McCartney így nyilatkozott: "Ezt a Forthlin Road-i házam előszobájában írtam. Körülbelül 16 éves lehettem. Az "I'll Follow the Sun" egyike volt ezeknek a nagyon korai szerzeményeknek. Emlékszem, hogy csak azután írtam miután felgyógyultam az influenzából és cigiztem. Emlékszem, a nappaliban álltam a gitárommal, kinéztem az ablak csipkefüggönyén keresztül, és azt írtam amit láttam."

## Rögzítése
McCartney azt állította: "A következő kislemeznek mindig másnak kellett lennie. Nem akartunk beleesni a The Supremes együttes hibájába, ahol mindegyik daluk hasonló hangzású volt, ezért mindig is vágytunk a változatos hangszerelésre. Ringo nem tudta folyton a dobkészletét cserélni, de kikerülheti a hurkot, hogy ütögette a kartondobozt vagy a saját térdét."

## Közreműködött
Ian MacDonald szerint:
- Paul McCartney – ének és vokál, akusztikus gitár
- John Lennon – vokál
- George Harrison – elektromos ritmusgitár, szólógitár
- Ringo Starr – ütőshangszerek

## Feldolgozások
- Chet Atkins[6]
- McCartney előadta a dalt a 2005-ös amerikai turnéja során, valamint 2007 és 2008 között Kijevben, Párizsban, Québec-ben és Tel-Aviv-ban, valamint 2015-ben New York-ban.
- Glen Phillips a 2009-es Seholország című film zenei albumán.[7]

## Fordítás
Ez a szócikk részben vagy egészben  az   I'll Follow the Sun című angol Wikipédia-szócikk fordításán alapul.  Az eredeti cikk szerkesztőit annak laptörténete sorolja fel. Ez a jelzés csupán a megfogalmazás eredetét és a szerzői jogokat jelzi, nem szolgál a cikkben szereplő információk forrásmegjelöléseként.

## Külső hivatkozások
Allan W. Pollack megjegyzései az I'll Follow the Sun dalról
The Beatles - I'll Follow the Sun a Youtube-on